# William S. Penn
William S. Penn és un escriptor nord-americà. Mestís de nez percé, nord-americà i osage, és professor associat d'anglès a la Universitat de Michigan, membre del National Advisory Council, del Native American Writing i del Native Writers Circle. A més és autor de les narracions The Absence of Angels (1995), All My Sins Are Relatives (1995) i Killing Time With Strangers (2000), així com dels assaigs The Telling of the World: Native American Stories and Art (1996), As We Are Now: Mixblood Essays on Race and Identity (1997), Feathering Custer (2001) i This is The World (2002).